# Governo Zoli
Il Governo Zoli è stato il dodicesimo esecutivo della Repubblica Italiana, il sesto e ultimo della II legislatura. È rimasto in carica dal 20 maggio 1957 al 2 luglio 1958, per un totale di 408 giorni, ovvero 1 anno, 1 mese e 12 giorni.

## Storia
La caduta del primo governo di Antonio Segni coincide con l'inizio della crisi del centrismo degasperiano. La grave crisi che il PCI ha attraversato con il rapporto Kruscev e la Rivolta d'Ungheria ha dato a Pietro Nenni l'occasione di mettere la parola fine al patto d'azione coi comunisti e a guardare al PSDI per una riunificazione dei due partiti. Il possibile ruolo di governo cui i socialisti ambiscono modifica i rapporti tra PSDI e PRI, da una parte, e un PLI sempre più a destra dopo la scissione dei radicali dall'altra. I partiti minori hanno consolidato col tempo una rendita di potere che consente di ricattare più o meno apertamente una DC sempre più frammentata al suo interno, che sa di dover modificare la strategia delle alleanze mantenendo una rigorosa impostazione anticomunista del governo. In questa situazione la formazione di un gabinetto dopo la caduta di Segni appare problematica.
Svolte le necessarie consultazioni il capo dello Stato, Giovanni Gronchi, decide di affidare l'incarico al senatore Adone Zoli per un governo del presidente a maggioranza non precostituita, che consenta l'adempimento costituzionale dei bilanci e traghetti il parlamento alla naturale scadenza della legislatura (maggio 1958). Il risultato è un monocolore democristiano che alla Camera, causa il voto contrario dei socialisti, finisce col reggersi col voto determinante del MSI. Dopo aver dichiarato che la fiducia ottenuta dalle Camere con i voti missini non è rappresentativa della linea politica e programmatica della DC, Zoli rassegna le dimissioni.
Dopo aver conferito due mandati esplorativi al presidente del Senato Cesare Merzagora e al segretario della DC Amintore Fanfani, entrambi falliti, Gronchi decide di rifiutare le dimissioni e Zoli si adatta a guidare un esecutivo la cui durata è già stata fissata.

## Compagine di governo

### Appartenenza politica
- Democrazia Cristiana

### Provenienza geografica
La provenienza geografica dei membri del Consiglio dei ministri si può così riassumere:
| Regione             | Presidente | Ministri | Sottosegretari | Totale |
| ------------------- | ---------- | -------- | -------------- | ------ |
| Emilia-Romagna      | 1          | 1        | 1              | 3      |
| Campania            | -          | -        | 6              | 6      |
| Lombardia           | -          | 2        | 3              | 5      |
| Puglia              | -          | 1        | 4              | 5      |
| Toscana             | -          | 2        | 2              | 4      |
| Piemonte            | -          | 1        | 3              | 4      |
| Sicilia             | -          | 1        | 3              | 4      |
| Veneto              | -          | 2        | 1              | 3      |
| Lazio               | -          | 1        | 2              | 3      |
| Basilicata          | -          | 2        | -              | 2      |
| Liguria             | -          | 2        | -              | 2      |
| Calabria            | -          | 1        | 1              | 2      |
| Sardegna            | -          | -        | 2              | 2      |
| Marche              | -          | 1        | -              | 1      |
| Abruzzo             | -          | -        | 1              | 1      |
| Trentino-Alto Adige | -          | -        | 1              | 1      |
| Umbria              | -          | -        | 1              | 1      |

### Sostegno parlamentare
- Sostegno parlamentare al momento della fiducia (4 giugno al Senato, 7 giugno alla Camera).

| Camera                  | Collocazione | Partiti                                                                                                   | Seggi     |
| ----------------------- | ------------ | --- | --------- |
| Camera dei deputati     | Maggioranza  | DC (261), PNM (26), MSI (25), Misto (2)                                                                   | 314 / 590 |
| Camera dei deputati     | Opposizione  | PCI (143), PSI (75), PSDI (19), PLI (13), PMP (13), PRI (5), SVP (3), Misto (5)                           | 276 / 590 |
| Senato della Repubblica | Maggioranza  | DC (110), PNM (10), MSI (9), Misto (6)                                                                    | 135 / 243 |
| Senato della Repubblica | Opposizione  | PCI (50), PSI (29), Indipendenti di Sinistra (7), PMP (5), PLI (5), PSDI (4), PRI (2), SVP (2), Misto (4) | 108 / 243 |

## Composizione
| Carica                                             | Titolare                              | Titolare                                       | Titolare                                        | Sottosegretari                                                          |
| Presidenza del Consiglio dei ministri              | Presidenza del Consiglio dei ministri | Presidenza del Consiglio dei ministri          | Presidenza del Consiglio dei ministri           | Sottosegretario di Stato alla Presidenza del Consiglio                  |
| -------------------------------------------------- | ------------------------------------- | ---------------------------------------------- | ----------------------------------------------- | ----------------------------------------------------------------------- |
| Presidente del Consiglio dei ministri              |                                       |                                                | Adone Zoli (DC)                                 | - Lorenzo Spallino (DC) - Gustavo De Meo (DC) - Raffaele Resta (DC)     |
| Vicepresidente del Consiglio dei ministri          |                                       |                                                | Giuseppe Pella (DC)                             | - Lorenzo Spallino (DC) - Gustavo De Meo (DC) - Raffaele Resta (DC)     |
| Ministri senza portafoglio                         |                                       |                                                |                                                 |                                                                         |
| Riforma della Pubblica Amministrazione             |                                       |                                                | Mario Zotta (DC)                                | Mario Zotta (DC)                                                        |
| Cassa del Mezzogiorno                              |                                       |                                                | Pietro Campilli (DC) (fino al 26 febbraio 1958) | Pietro Campilli (DC) (fino al 26 febbraio 1958)                         |
| Rapporti con il Parlamento                         |                                       |                                                | Dino Del Bo (DC)                                | Dino Del Bo (DC)                                                        |
| Ministero                                          | Ministri                              | Ministri                                       | Ministri                                        | Sottosegretari di Stato                                                 |
| Affari esteri                                      |                                       |                                                | Giuseppe Pella (DC)                             | - Carmine De Martino (DC) - Alberto Folchi (DC)                         |
| Interni                                            |                                       |                                                | Fernando Tambroni Armaroli (DC)                 | - Angelo Salizzoni (DC) - Guido Bisori (DC)                             |
| Bilancio                                           |                                       |                                                | Adone Zoli (DC)                                 | - Mario Ferrari Aggradi (DC)                                            |
| Finanze                                            |                                       |                                                | Giulio Andreotti (DC)                           | - Giacomo Piola (DC) - Lorenzo Natali (DC)                              |
| Tesoro                                             |                                       |                                                | Giuseppe Medici (DC)                            | - Antonio Maxia (DC) - Alfredo Amatucci (DC) - Mario Riccio (DC)        |
| Grazia e Giustizia                                 |                                       |                                                | Guido Gonella (DC)                              | - Oscar Luigi Scalfaro (DC)                                             |
| Difesa                                             |                                       |                                                | Paolo Emilio Taviani (DC)                       | - Giacinto Bosco (DC) - Giovanni Bovetti (DC) - Giuseppe Caron (DC)     |
| Industria e Commercio                              |                                       |                                                | Silvio Gava (DC)                                | - Fiorentino Sullo (DC) - Filippo Micheli (DC)                          |
| Commercio con l'Estero                             |                                       |                                                | Guido Carli (DC)                                | - Camillo Giardina (DC)                                                 |
| Agricoltura e Foreste                              |                                       |                                                | Emilio Colombo (DC)                             | - Vittorio Pugliese (DC) - Mario Vetrone (DC)                           |
| Lavori Pubblici                                    |                                       |                                                | Giuseppe Togni (DC)                             | - Emanuele Guerrieri (DC) - Giacomo Sedati (DC)                         |
| Lavoro e Previdenza Sociale                        |                                       |                                                | Luigi Gui (DC) (fino al 17 giugno 1958)         | - Carlo Repossi (DC) - Umberto Delle Fave (DC)                          |
| Lavoro e Previdenza Sociale                        |                                       | Adone Zoli (DC) (dal 17 giugno 1958)           |                                                 | - Carlo Repossi (DC) - Umberto Delle Fave (DC)                          |
| Trasporti                                          |                                       |                                                | Armando Angelini (DC)                           | - Salvatore Mannironi (DC)                                              |
| Marina Mercantile                                  |                                       |                                                | Gennaro Cassiani (DC)                           | - Corrado Terranova (DC)                                                |
| Poste e Telecomunicazioni                          |                                       |                                                | Bernardo Mattarella (DC)                        | - Italo Giulio Caiati (DC)                                              |
| Pubblica Istruzione                                |                                       |                                                | Aldo Moro (DC)                                  | - Giovanni Battista Scaglia (DC) - Maria De Unterrichter Jervolino (DC) |
| Partecipazioni statali                             |                                       |                                                | Giorgio Bo (DC)                                 | - Michele Marotta (DC) (fino al 17 giugno 1958)                         |
| Alto Commissariato                                 | Alto Commissario                      | Alto Commissario                               | Alto Commissario                                | Alto Commissario                                                        |
| Alto Commissario per l'Alimentazione               |                                       |                                                | Emilio Colombo (DC)                             | Emilio Colombo (DC)                                                     |
| Alto Commissario per l'Igiene e la Sanità Pubblica |                                       |                                                | Angelo Giacomo Mott (DC)                        | Angelo Giacomo Mott (DC)                                                |
| Alto Commissario per l'Igiene e la Sanità Pubblica |                                       | Crescenzo Mazza (DC) Alto Commissario Aggiunto |                                                 |                                                                         |
| Alto Commissario per il Turismo                    |                                       |                                                | Pietro Romani (Ind.)                            | Pietro Romani (Ind.)                                                    |
| Alto Commissario per il Turismo                    |                                       | Domenico Larussa (DC) Vice alto Commissario    |                                                 |                                                                         |

## Cronologia
Salvo diversa indicazione la cronologia è attinta dal sito dellarepubblica.it, e precisamente dalla pagina indicata in bibliografia

### 1957
- 29 maggio: Zoli presenta il governo ai due rami del Parlamento.
- 4-7 giugno: l'esecutivo ottiene la fiducia dal Senato con 132 voti a favore, 93 contrari e 4 astensioni. Votano a favore DC, MSI,PSDI e PRI e i monarchici di Covelli: astenuti i quattro senatori monarchici di Achille Lauro, contrari PCI ed PSI.[17]
Il 7 giugno si svolge la votazione alla Camera: la fiducia passa con 305 voti favorevoli, 255 contrari e 11 astensioni secondo lo stesso schema del Senato.[18]Nella replica finale, prima della votazione, Zoli dichiara che, qualunque effetto dovessero avere, detrarrà dal totale dei voti favorevoli quelli dei deputati missini; Arturo Michelini minaccia di ricorrere alla Corte costituzionale.
- 7 giugno: il presidente della Camera, Giovanni Leone, annuncia che nel conteggio effettuato dai segretari d'aula è stato commesso un clamoroso errore: il comunista Ferdinando Amiconi e il missino Filippo Anfuso sono stati conteggiati come astenuti ma hanno in realtà votato contro. Di conseguenza la maggioranza richiesta su 562 votanti sale da 281 a 282 voti favorevoli; poiché Zoli ha dichiarato di volerli rifiutare i 24 voti missini, sottratti dal totale di 305 voti favorevoli, porta il governo a 281 voti, al pari coi contrari. Zoli convoca e disdice nello stesso giorno una convocazione del Consiglio dei ministri e parte per Firenze rifiutando di rilasciare dichiarazioni.[19]
- 10 giugno: gran parte dei ministri annunciano di voler rassegnare le proprie dimissioni. Zoli li invita ad aspettare l'annuncio ufficiale dell'errore commesso alla Camera, previsto per la seduta del giorno dopo.
- 11 giugno: Giovanni Leone ufficializza in apertura di seduta alla Camera il nuovo computo dei voti. Il governo ha la maggioranza grazie ad un voto determinante del MSI. Dopo aver riunito il consiglio dei ministri Zoli rassegna le dimissioni in quanto il voto della Camera è contro la linea politica e programmatica del governo. Si apre ufficialmente la crisi di governo.
- 15-21 giugno: Il presidente della Repubblica assegna una missione esploratrice al presidente del Senato, Cesare Merzagora. Segue un incarico ad Amintore Fanfani, che il 21 giugno rinuncia di fronte alle opposte resistenze dei liberali e dei repubblicani sui patti agrari.
- 22 giugno: con la sola alternativa delle elezioni anticipate Giovanni Gronchi convoca Zoli al Quirinale e ne respinge le dimissioni, invitandolo ad iniziare senza ulteriori ritardi gli esami dell'esercizio provvisorio e dei bilanci (che va terminato entro il 31 ottobre) e l'attuazione legislativa come da programma presentato e votato dal parlamento. Zoli acconsente a ritirare le dimissioni.
- 27 giugno: il governo si ripresenta alla Camera dopo la chiusura della crisi di governo. Alfredo Covelli per il Partito Monarchico Popolare e Alfredo Cucco per il MSI assicurano il sostegno dei rispettivi partiti. Pietro Nenni accusa la DC di aver voluto evitare un chiarimento che poteva portare il PSI almeno all'astensione: i socialisti chiedono che contemporaneamente ai bilanci la Camera discuta i progetti di legge sui patti agrari e per l'istituzione delle regioni a statuto ordinario. Zoli conclude la discussione facendo valere il gesto politico delle dimissioni e soprattutto la contrarietà dei partiti di destra a gran parte del programma dell'esecutivo. Poiché il governo ha già ricevuto la fiducia il presidente Giovanni Leone rigetta la votazione di un ordine del giorno.[20]
- 28 giugno: Don Luigi Sturzo solleva al Senato la questione dei poteri del capo dello Stato relativamente alla gestione della crisi di governo: Giovanni Gronchi sarebbe più volte andato oltre le prerogative fissate dalla Costituzione, che da validità agli atti del presidente solo se controfirmati dai ministri proponenti o interessati. In modo particolare Sturzo contesta a Gronchi il comunicato con cui ha respinto le dimissioni di Zoli e rinviato il governo alla Camera senza necessità di un nuovo voto di fiducia. La DC si dissocia ufficialmente. Randolfo Pacciardi, in contrasto con la linea attendista del PRI annunciata da Ugo La Malfa, accusa il governo di aver costituito una maggioranza costituzionale con due partiti anticostituzionali per principio e per prassi politica. Palmiro Togliatti augura lunga vita al governo, perché l'alleanza tra DC e MSI favorirà la crescita elettorale dei comunisti.
Il presidente del Senato, Cesare Merzagora, viene accusato di non aver interrotto l'intervento di Don Sturzo come sarebbe stato suo dovere in quanto, ad avviso dei contestatori, conteneva insinuazioni e censure sull'azione del capo dello Stato. L'assemblea solidarizza col suo presidente e ribadisce all'unanimità che il diritto di parola dei parlamentari
Al fine di approvare il prima possibile i bilanci dello Stato l'assemblea della Camera terrà seduta anche nei giorni di lunedì e venerdì.[21]
- 30 giugno: Piero Calamandrei e Ferruccio Parri sciolgono Unità Popolare e confluiscono nel PSI.
- 12-13 luglio: comitato centrale del PCI: Palmiro Togliatti si scaglia contro il governo Zoli, definendolo clerico-fascista. Il PCI si impegna in parlamento e nel Paese per un ripristino della legalità costituzionale.
- 13 luglio: consiglio nazionale della DC: a causa della crisi ormai inarrestabile del centrismo Amintore Fanfani si fa ufficialmente promotore della linea di apertura a sinistra. Il dialogo con i socialisti viene presentato come momento essenziale di una strategia volta ad allargare la base sociale di governo, superando la formula centrista in difficoltà e sottraendo il PSI all’abbraccio dei comunisti. La destra del partito, sostenuta dalle gerarchie ecclesiastiche, si oppone e mette il partito in guardia dalla minaccia di un “socialismo di Stato” e dei rischi legati allo “Stato imprenditore” attraverso IRI e ENI, potenziale causa di dirigismo, eccessi di burocrazia, sottogoverno e corruzione.
- 19 luglio: Antonio Giolitti rassegna le dimissioni dal PCI. È l'epilogo di un contrasto iniziato con una decisa presa di posizione contro l’intervento sovietico in Ungheria e un lungo confronto con gli organi dirigenti del PCI attraverso un intervento critico al congresso e il saggio del 1957 "Riforme e rivoluzione". Entrato nel PSI aderisce alla corrente autonomista di Riccardo Lombardi.
- 30 luglio: con 311 voti favorevoli, 144 contrari e 54 astenuti la Camera approva la ratifica dei trattati per il Mercato europeo comune e l'Euratom. Una nota del quotidiano democristiano il Popolo sostiene la necessità di escludere i comunisti dai nuovi organismi europei.
Nel pomeriggio inizia la discussione sui patti agrari.
consiglio dei ministri: approvati diversi disegni di legge: 1.5 miliardi per la riqualificazione dei porti della Sardegna; ratifica ed esecuzione dei protocolli sulla Comunità europea, l'Euratom e lo statuto della Corte di giustizia; adeguamento del soccorso alle famiglie di militari richiamati o trattenuti in servizio; sostituzione delle banconote da 500 lire con monete in argento dello stesso taglio.
- 7 agosto: Italo Calvino rassegna le dimissioni dal PCI.
- 18 agosto: Giovanni Gronchi rilascia un'intervista in cui affronta il problema dei poteri del capo dello Stato e si propone come mediatore tra paesi arabi e occidentali.
- 22 agosto: l'Osservatore Romano attacca Fanfani che, nell'anniversario della morte di De Gasperi, ha ribadito l’autonomia della DC dalle gerarchie ecclesiastiche.
- 30 agosto: il governo, accantonata ogni opportunità di ordine pubblico al riguardo, restituisce ai familiari la salma di Mussolini.[22]
- 1º settembre: Consiglio dei ministri: sono adottati provvedimenti di aumento e unificazione delle tariffe postali; i ministri Emilio Colombo, Giulio Andreotti e Giuseppe Medici sono incaricati di studiare dei provvedimenti sulla crisi vitivinicola in corso.[23]Alla ripresa dell'attività politica Amintore Fanfani anticipa i temi in discussione per la campagna elettorale della primavera 1958: la DC non farà appelli a una libertà ormai assicurata ma si batterà per rafforzare l'iniziativa economica pubblica e il controllo di quella privata attraverso IRI e ENI. Nello stesso giorno Giuseppe Pella sostiene l'esatto contrario: tesse le lodi dell'iniziativa privata ed avversa la figura dello Stato imprenditore.[24]
- 7 settembre: il presidente della Repubblica Gronchi si reca in visita ufficiale in Iran. Lo accompagna il presidente dell'ENI Enrico Mattei.
- 9 settembre: a San Donaci si svolge una manifestazione di protesta per la crisi vitivinicola che ha colpito la zona. Uccisi dalla polizia due braccianti.
- 18 settembre: Fernando Tambroni risponde alla Camera alle interrogazioni presentate sui drammatici fatti di San Donaci e sulle agitazioni dei braccianti in Puglia. Il Pci accusa il governo e la polizia. La DC, a sua volta, accusa il PCI di sobillare le rivolte contadine.
- 26-28 settembre: comitato centrale PCI: dopo le prese di posizione del PSI i comunisti si presenteranno come l'unica vera forza di opposizione alle tendenze clerico-fasciste della DC. Si pianificano le basi per la campagna elettorale.
- Guido Gonella fa il punto sulla politica estera italiana. Il governo si batterà risolutamente contro il colonialismo sovietico nel medio oriente. Nato e Patto di Varsavia non hanno motivo o scopo di incontrarsi, nemmeno a metà strada.
- 9 ottobre: il senato approva in via definitiva i trattati per il Mercato europeo comune e l'Euratom.
- 14 ottobre: a conclusione delle manifestazioni celebrative colombiane il capo dello Stato auspica una espansione pacifica dell'Italia nella politica internazionale.
- §16-20 ottobre: congresso del PSDI: riaffermata la leadership di Giuseppe Saragat e la volontà di dialogo col PSI per la riunificazione socialista. Le quattro correnti interne discutono sui modi e sui tempi della riunificazione e concordano per una campagna elettorale in chiave anticomunista. Il governo può rimanere in carica fino alla scadenza della legislatura.
- 26 ottobre: la componente di sinistra dell'ENAL dà vita all'ARCI.
- 2 dicembre: consiglio nazionale del PLI: Giovanni Malagodi respinge la richiesta di monarchici e missini per la costituzione di un cartello elettorale di destra e conservatore per le imminenti elezioni politiche. Il segretario liberale sostiene che gli accordi possono stringersi solo tra posizioni affini, motivo che ha spinto il PLI all'opposizione del governo Zoli. Respinto un ordine del giorno della minoranza che chiede l'alleanza coi monarchici nazionali di Alfredo Covelli.

### 1958
- 4 gennaio: con un editoriale di Davide Layolo l'Unità, organo del PCI, si schiera con L’Espresso e Il Mondo in merito alla campagna che i due settimanali stanno conducendo contro la speculazione edilizia e la corruzione nella capitale, attribuite all'amministrazione di Gaetano Rebecchini e alla Società Generale Immobiliare.
- 5 gennaio: la classe dirigente del Partito Nazionale Monarchico, Falcone Lucifero in testa, rifiuta l'ipotesi di riunificazione col Partito Monarchico Popolare di Achille Lauro, distaccatosi nel 1953 con l'assicurazione democristiana di avere mano libera su Napoli, in un nuovo partito che abbandoni la qualifica "monarchico" dalla denominazione.
l'Osservatore Romano si pronuncia a favore di un governo quadripartito che ristabilisca la formula centrista dei precedenti esecutivi. Amintore Fanfani risponde che se la DC manterrà la maggioranza relativa procederà all'applicazione del suo programma riservandosi ogni decisione sulle alleanze. La DC, precisa inoltre Fanfani, non intende confondere o identificare la propria azione con quella della chiesa.[25]
- 6 gennaio: socialdemocratici, liberali e repubblicani si dichiarano contrari ad un ritorno alla formula centrista.[26]
- 7 gennaio: i sei ministri degli Esteri designano i nove membri della Commissione della CEE, i sei membri della Commissione dell’Euratom, e rinnovano i nove membri dell’Alta autorità della CECA. Nominano presidente della CEE il tedesco Walter Hallstein; dell’Euratom, il francese Louis Armand; della CECA, il belga Paul Pinet. Quattro democristiani (Campilli, Malvestiti, Medi e Petrilli) sono designati alla Banca europea e nelle Commissioni, il che provoca la reazione polemica di Saragat e Pacciardi.
L’Osservatore romano» indica alla DC le regole per le future alleanze di governo, e pone due pregiudiziali: escludere chi ha indirizzato alla Dc «attacchi furiosi ed offensivi» che sono di natura anticlericale, e perfino anticattolica, e non soltanto di «ispirazione politica e sociale»; rispettare la «chiara indicazione centrista data dal corpo elettorale».
- 9 gennaio: il democristiano Urbano Cioccetti è eletto sindaco di Roma coi voti determinanti del MSI. Due giorni dopo Franco Evangelisti, a nome della DC, definisce volgare speculazione elettorale l'inchiesta pubblicata da Paese Sera sul patto fra DC e MSI che, favorevole Fanfani, prevede un piano di lottizzazione a favore della Società Generale Immobiliare.
- 12 gennaio: con 224 voti favorevoli e 110 contrari l'assemblea nazionale del Partito Nazionale Monarchico autorizza Alfredo Covelli a trattare la riunificazione col Partito Monarchico Popolare di Achille Lauro. Secondo l'Unità la DC si impegna a finanziare la campagna elettorale di Covelli a condizione che rinunci all'idea della riunificazione.[27]
- 20 gennaio: Zoli risponde ufficialmente a una lettera che Nikolaj Aleksandrovič Bulganin primo ministro sovietico, ha inviato ai governi dell'Europa occidentale. Alle preoccupazioni sovietiche per le pretese derive guerrafondaie della Nato il governo italiano ribatte che lo scopo dell'alleanza atlantica è difensivo e improntato al mantenimento della pace. L'invasione dell'Ungheria, secondo Zoli, è per contro la dimostrazione che il rischio di aggressione viene dal Patto di Varsavia, che ha nel PCI un valido sostegno nel contesto della politica italiana.
- 22-23 gennaio: il cardinale Alfredo Ottaviani pubblica su il Quotidiano, organo ufficiale dell'Azione Cattolica, un editoriale in cui, senza fare nomi, accusa di tradimento il ministro democristiano Dino Del Bo, colpevole di aver sostenuto che la diversità di vedute col governo sovietico non deve chiudere il dialogo con l'Unione Sovietica. Don Luigi Sturzo, richiamandosi all'art. 95 della costituzione sull'unità di indirizzo politico del governo, va oltre e ne chiede ufficialmente le dimissioni per pubblico dissenso dalla linea ufficiale dell'esecutivo. Mentre la DC parla di un normale ciclo pubblicitario sui problemi della chiesa comunisti e socialisti reiterano alla Camera le mozioni contro le interferenze del clero nella vita civile e politica italiana a poche settimane dal voto politico. Sull'onda delle furiose polemiche che seguono l'Osservatore Romano è costretto a ridurre a considerazioni personali le opinioni espresse da Ottaviani: nella stessa nota il Vaticano fa comunque sapere di condividere l'appello di fondo lanciato ai cattolici.
- 23 gennaio: il governo è messo in minoranza nella votazione sul disegno di legge Martuscelli di riforma delle autonomie locali, che supera il vecchio meccanismo di controllo sugli atti amministrativi affidato alle prefetture; un emendamento socialista, sostenuto dai comunisti, ottiene difatti 203 voti contro 175.
- 27 gennaio: gli esponenti democristiani Luigi Granelli, Giovanni Galloni e Nicola Pistelli sottoscrivono un documento congiunto socialisti-socialdemocratici-repubblicani-radicali contro l'alleanza della DC con la destra missina che ha consentito l'elezione a sindaco di Urbano Cioccetti. La federazione romana del partito esprime meraviglia e rammarico.
- 28 gennaio: L’ «Osservatore romano» interviene sul documento proposto dai laici romani affermando: «Nessuna collaborazione è possibile fra cattolici e socialcomunisti». «Il Quotidiano», organo dell’Azione Cattolica, scrive: È ora di parlare chiaro, soprattutto alla vigilia di una competizione elettorale così difficile e impegnativa. La mancanza dei comunisti tra i firmatari del manifesto non toglie al documento il carattere frontista. I quattro firmatari del documento contro l'alleanza DC-MSI deferiti ai probiviri.
Il ministro Guido Gonella scrive al cardinale Ottaviani per compiacersi del suo attacco contro la demagogia che confonde e turba i cattolici.
- 29 gennaio: Palmiro Togliatti illustra la mozione presentata dal PCI che di fronte ai «gravi rischi che comporta l’eventuale installazione di basi atomiche nel nostro Paese» chiede al governo di impegnarsi «ad esaminare con i governi interessati le possibilità e le condizioni di una partecipazione del nostro Paese a una zona europea nella quale non siano installati rampe per missili e depositi atomici». Nella stessa seduta Augusto De Marsanich illustra la mozione di politica estera presentata dal MSI, di cui è primo firmatario, che punta a «demistificare» la campagna neutralistica portata avanti secondo lui a fini strumentali dall’URSS e dal PCI. La mozione del PCI votata anche dal PSI è respinta nella seduta del 5 febbraio. Il MSI non chiede il voto sulla sua mozione riconoscendosi nelle posizioni del governo.
con 251 voti favorevoli e 115 contrari la Camera approva in via definitiva la Legge Merlin.[28]
- 30 gennaio: Il Quotidiano, organo di stampa dell’Azione cattolica, pubblica un articolo del cardinale Ottaviani rivolto agli esponenti politici democristiani dal titolo Servire la Chiesa e non servirsene.
- 31 gennaio: il PSDI decide di uscire dalla maggioranza consiliare di Roma ritirando i propri assessori. L'assessore Giovanni L'Eltore rifiuta di adeguarsi e viene espulso.
La DC, su sentenza dei probiviri, sospende per sei mesi i quattro firmatari del manifesto dei laici.
- 2 febbraio: Amintore Fanfani parlando a Milano prospetta un nuovo 18 aprile e invita gli elettori a votare DC e al tempo stesso far crescere i partiti minori per «liberare i socialdemocratici dagli adescamenti di Nenni e i liberali dai condizionamenti elettoralistici delle destre».

- 10-15 febbraio: ai rispettivi consigli nazionali Dc e PSI mettono a punto le strategie di campagna elettorale e le norme per le candidature. Nessuno dei due partiti parla al momento dell'apertura a sinistra.

- 13 febbraio: il presidente del consiglio è chiamato a rispondere al Senato a due interpellanze del PSI e del PCI relative all'articolo del cardinale Alfredo Ottaviani. Il senatore Ambrogio Donini accusa il governo di aver tollerato la violazione dell'art. 7 della costituzione e degli art. 24 e 43 del Concordato lateranense e chiede di conoscere la posizione ufficiale dell'esecutivo circa le ingerenze del Vaticano nella politica italiana. Zoli risponde che le critiche di Del Bo sono state di forma e non di sostanza, e che quindi non c'è stato disaccordo sulla linea politica del governo. In ogni caso, aggiunge Zoli, ogni ministro ha il diritto di esprimere le proprie posizioni e anche di votare contro un provvedimento dell'esecutivo.
Su proposta del ministro degli interni Fernando Tambroni il capo dello Stato firma il decreto di scioglimento del consiglio comunale di Napoli: il sindaco laurino Nicola Sansanelli è sostituito dal prefetto Alfredo Correra. Tra gli addebiti mossi al Comandante i dieci miliardi di debiti dell'azienda tranviaria, l'assunzione arbitraria di personale non necessario, smisurata prodigalità negli impegni di spesa, in particolare per i medicinali gratuiti per i poveri, distrazione di cospicue somme dai fondi ufficiali di bilancio destinate a scopi non precisati. Lauro accusa la DC di avere la necessità di far fuori un fedele alleato per favorire la linea ufficiale di Fanfani di apertura a sinistra.[29]
- 24 febbraio: inizia a Prato il processo contro mons. Pietro Fiordelli, imputato di diffamazione assieme al parroco Danilo Aiazzi. Vescovo e sacerdote sono stati querelati da due coniugi della città, "colpevoli" di essersi sposati col solo rito civile e quindi definiti da entrambi "pubblici concubini". Alla prima udienza Fiordelli non si presenta, non riconoscendo la giurisdizione italiana su una materia riguardante il governo spirituale dei fedeli: il parroco decide di non presenziare non avendo altro da aggiungere a quanto dichiarato in istruttoria. Condannato in primo grado a 40.000 lire di multa Fiordelli sarà assolto in appello.
- 6 marzo: discussione in Senato sulle ingerenze del Vaticano nella politica italiana e sul processo al vescovo Pietro Fiordelli: il discorso del ministro Fernando Tambroni anima la discussione e due gruppi di deputati democristiani e comunisti vengono alle mani.
- 24 marzo: il capo dello Stato scioglie le camere: le elezioni sono fissate per il 25 maggio.
- 19 giugno: il presidente del Consiglio Zoli si dimette[30].